# Токита, Такаси
Такаси Токита (яп. 時田 貴司 Токита Такаси, 24 января 1965) — японский геймдизайнер и продюсер компьютерных игр, известный по ряду ролевых проектов компании Square Enix. Присоединился к Square ещё в 1985 году одновременно с такими разработчиками как Акитоси Кавадзу и Насир Джебелли, принимал участие в создании ранних частей серии Final Fantasy, возглавлял команду разработчиков Final Fantasy IV, а также всех её последующих ремейков и переизданий. Четвёртая часть стала первой его полноценной работой, ранее Токита склонялся к карьере театрального актёра, но, занимаясь этим проектом, передумал, решив стать «великим создателем» видеоигр Кроме всего прочего, написал сценарии для таких известных игр как Chrono Trigger и Parasite Eve. На данный момент занимает должность главы седьмого производственного отдела Square Enix.

## Участие в проектах
- Makai Toushi SaGa (1989) — соавтор сценария;
- Rad Racer II (1990) — звуковые эффекты;
- Final Fantasy III (1990) — звуковые эффекты;
- Final Fantasy IV (1991) — руководство разработкой;
- Live A Live (1994) — режиссёр-постановщик, сценарист;
- Chrono Trigger (1995) — режиссёр;
- DynamiTracer (1996) — продюсер;
- Final Fantasy VII (1997) — постановщик;
- Parasite Eve (1998) — режиссёр, сценарист;
- Parasite Eve II (1999) — приглашённый консультант;
- Chocobo Racing (1999) — режиссёр;
- The Bouncer (2000) — режиссёр, драматизация;
- Hanjuku Eiyuu Tai 3D (2003) — продюсер, режиссёр;
- Egg Monster Hero (2004) — продюсер, режиссёр;
- Hanjuku Eiyuu 4 (2005) — продюсер, режиссёр;
- Final Fantasy I & II: Dawn of Souls (2005) — продюсер, дизайн;
- Final Fantasy IV Advance (2005) — руководство разработкой;
- Musashi: Samurai Legend (2005) — продюсер;
- Final Fantasy IV (ремейк для Nintendo DS, 2007) — исполнительный продюсер, режиссёр;
- Final Fantasy IV: The After Years (2008) — продюсер;
- Nanashi no Game (2008) — продюсер;
- Hikari no 4 Senshi: Final Fantasy Gaiden (2009) — режиссёр.